# 旗章学用語
旗章学用語（きしょうがくようご）とは、旗章学において専ら用いられる学術用語である。本稿では学術用語の他に旗章学において用いられる記号法や特有の表現法について記述する。旗章学用語は技術的な内容を表し、正確を期す必要があるため、高度に専門的である。また日本語では訳語が定まっていない。紋章学用語との間に共通する部分も見られる。

## 一般的な旗の各部とその用語

旗の各部の図解

フィジーの国旗。バッジ（フィジー国章の盾部分）が右、カントンにイギリスの国旗が使用されている。

- バッジ（Badge）：記章。紋章（coat of arms）や、よりシンプルな盾形のこともある。
- カントン（Canton）：旗を4分の1に区切ったそれぞれの区画のこと。通常、左側（ホイスト側）の上半分を指す。例えば星条旗の星の図案、あるいはオーストラリアの国旗にあしらわれたユニオンジャックの部分。
- チャージ（Charge）：旗に描かれる像やシンボル。
- エンブレム（Emblem）：チャージとして使われる図案。伝統的な紋章起源のものと、近代になって作られたものがある。例えばカナダの国旗のメイプルリーフなど。
- フィールド（Field）：旗の背景。チャージの背後の色。
- フィンブリエーション（Fimbriation）：細い境界線。白や金のことが多く、旗で2つの色を分けるために使われる。
- フライ（Fly）：旗竿の反対側の縁。あるいは旗のうち、そちら側の半分。旗の水平幅を意味することもある。
- ホイスト（Hoist）：旗竿側の縁、あるいはそちら側半分。旗の高さを意味することもある。
- レングス（Length）：旗竿と直角をなす方向に測った幅。
- ウィドス（Width）：旗竿と平行になる方向に測った幅。

旗は海運における所属識別に用いられて発展したため、表と裏の両方から見られることを想定している。また、旗竿が垂直であるとは限らない（運動会の万国旗の場合など）。このため「左」「右」ではなく「ホイスト（掲げられている側）」「フライ（たなびく側）」と呼称する。「カントン」が通常ホイスト側上半分を意味するのも同じ理由からである。「レングス」は旗がたなびく長さ、「ウィドス」は旗竿に占める幅のことである。

## 掲揚手法
- ホイスト（Hoist）：旗竿の先まで旗を掲揚すること。
- ハーフスタッフ（Half Staff）：半旗。旗竿の掲揚できる高さの半分の高さで掲揚すること。通常は一旦旗竿の先まで掲揚し、その後に半分まで下げる（同様にハーフマストでは三分の二の高さに揚げる）。これは通常、喪に服している事を表したり悲嘆や哀悼を意味する。
- ハーフマスト（Half Mast）：ハーフスタッフと同様である。海軍で使用される。しかしながらこの二つの用語は代替できる。
- ディストレス（Distress）：逆さまに旗を掲揚する事。

### イラストレーション
旗のイラストレーション（図解）は一般的に観測者からみて掲揚している旗の左から右に行われる。旗竿が左側にある時に見える面が表、その反対が裏となる。例外として、アラビア語が書かれたイスラームの旗では旗竿が右側にある時に見える面を表としている（例：サウジアラビアの国旗）。また、描かれている動物は通常旗竿側の方を向く。

## 旗章学的シンボル
旗章学者は、旗に決められた属性を示す為、旗章学的なシンボルを使用する。以下に示すシンボルは、"international flag identification symbols" として知られ、ホイットニー・スミスによって考案されたものである。

### 利用法による種々の国旗
国によって、用途を問わず一種類の旗を使う場合もあれば、複数の旗を使い分ける場合もある。旗章学者は、その様な旗を分類している。上下2行、左右3列の中に塗った丸を入れて表現する。1行目から、左から右の順で記載する。
- - 市民用陸上旗（Civil flag）：市民が陸上で掲げる。
- - 政府用陸上旗（State flag）：公共の建物で掲げる。
- - 軍隊用陸上旗（War flag）：軍の建物で掲げる。
- - 市民用海上旗（Civil ensign）：商船旗。個人用船舶で掲げる（漁船、巡航船、ヨット等）。
- - 政府用海上旗（State ensign）：非軍用の政府用船舶で掲げる。
- - 軍隊用海上旗（War ensign）：軍艦旗。軍艦で掲げる。参考：海軍

例えば軍隊用の陸上及び海上旗として使われる場合は、以上の記号を組合わせ  の様に表記して使用する。国によっては上記の記号で表せない分類も存在する。船籍を表す国籍旗（船首旗又は艦首旗、Jack）やイギリス空軍旗の様に軍隊用だが陸上及び海上のいずれでもなく、空軍基地で利用されるもの等。

### 他のシンボル
他のシンボルは、旗がどの様に使われるか、例えば他に異なるデザインがあるか、縦に掲げられるか等を表す為に使用する。
- - 代替の旗
- - 法律又は勅令で定められていない既成標準（デ・ファクト）の旗
- - 現在使われていない歴史的な旗
- - 未承認の旗
- - 標準旗
- - 案であり採用されなかった旗
- - 記録から復元したもの
- - 旗の裏面（表面と違うものがある場合）
- - 旗竿を右側とする旗
- - 表面と違う裏面がある旗
- - 裏面が表面と逆向きの模様となっている旗
- - 裏面が表面と等しい旗
- - 裏面の情報が不明の旗
- - 許容出来る変形の版
- - 縦方向に掲げる場合は、旗竿を90度傾けた向きで用いる
- - 縦方向に掲げる場合は、旗の向きを回転させる
- - 縦方向に掲げる場合の向きは不明
- - 縦方向に掲げることができない
- - 縦方向にのみ掲げる